# Cattedrale di San Michele Arcangelo (Caserta)

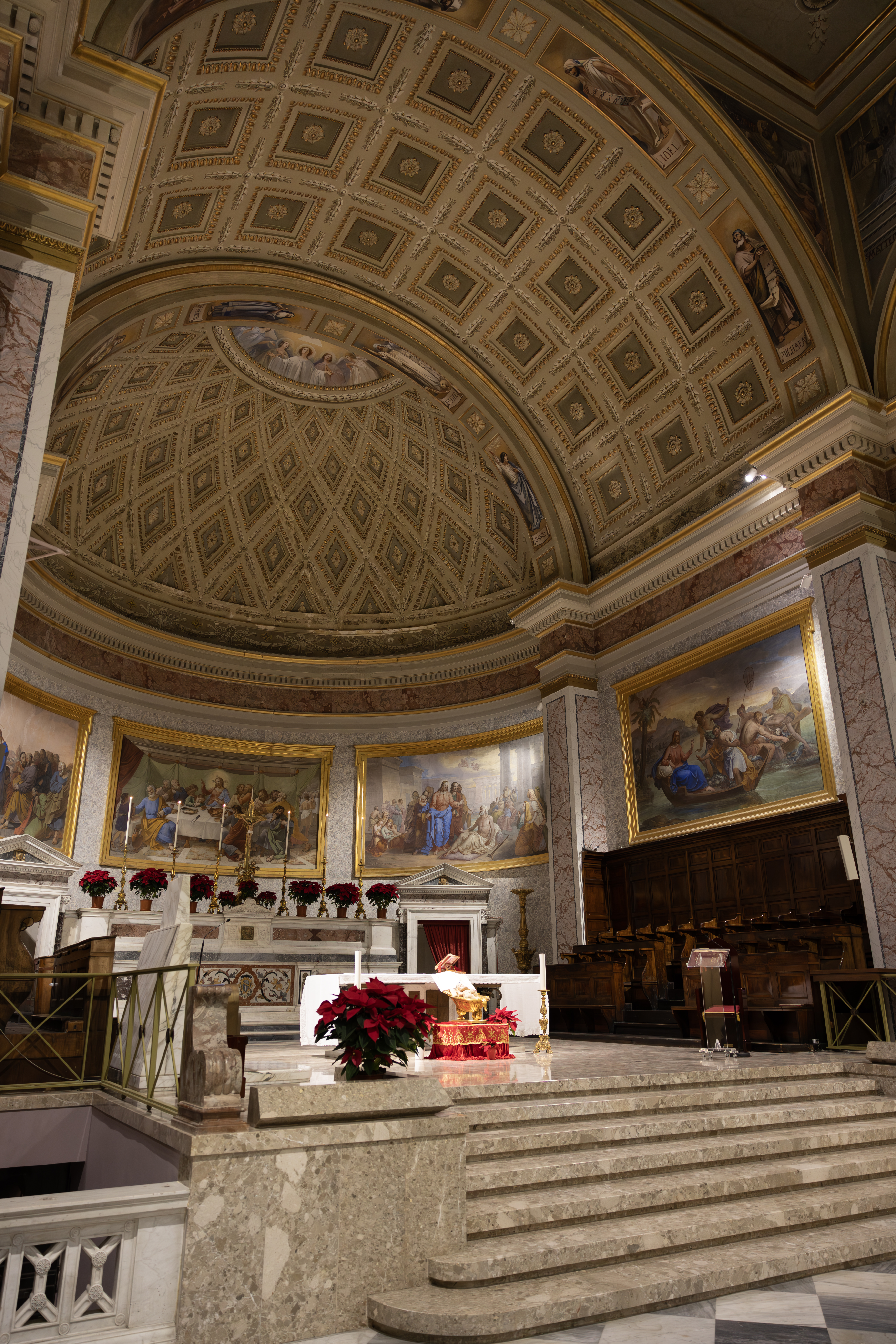
Interno della cattedrale

La cattedrale di San Michele Arcangelo conosciuta anche come Duomo è il principale luogo di culto cattolico della città di Caserta, sede vescovile della diocesi omonima e monumento nazionale italiano.

## Storia
Nel 1783, a seguito di un incendio che distrusse la chiesa parrocchiale casertana, dedicata a san Sebastiano, l'ufficio delle funzioni religiose fu trasferito nella chiesetta quattrocentesca della Madonna Annunziata, il cui patronato era della città di Caserta. La chiesa, di piccole dimensioni, non risultò adatta alle esigenze di culto dell'intera città; pertanto, sotto la spinta del re Ferdinando, investito dalle suppliche della popolazione, il sindaco ed il decurionato di Caserta nel 1815 incaricarono l'allora architetto di corte Giovanni Patturelli (Caneggio, Canton Ticino, 1770 - Caserta, 1849), formatosi in ambiente vanvitelliano, di redigere un progetto di ampliamento della chiesa della Madonna Annunziata.
Il primo progetto redatto da Patturelli non incontrò, però, le aspettative dei committenti, che ne chiesero una revisione; ma, nonostante il Patturelli, intorno al 1820, avesse oramai redatto numerose varianti, il decurionato della città non riusciva a prendere una decisione finale.
Alcuni membri del decurionato pensarono allora di rivolgersi, per una decisione super partes, al re, il quale a sua volta decise di istituire una commissione di esperti al fine di valutare la qualità del progetto ma anche una sua eventuale dislocazione in virtù del fatto che la nuova chiesa sarebbe dovuta essere, come da lui deciso, la nuova cattedrale metropolitana.
I moti rivoluzionari del 1820-21 bloccarono però ogni iniziativa; cosicché nel 1822 Ferdinando I, riprendendo in mano la vicenda, decise di autorità che la nuova chiesa cattedrale dovesse sorgere nel luogo della chiesetta della Madonna Annunziata, che andava pertanto demolita, e che il progetto del Patturelli sarebbe stato rivisto, per la redazione finale, dall'architetto Pietro Bianchi (Lugano, 1787 – Napoli, 1849), anch'egli ticinese, che proprio in quell'anno era diventato il primo architetto della corte dei Borbone.
Il nuovo progetto Patturelli-Bianchi, in parte simile a quello realizzato, prevedeva un impianto a croce latina, preceduto da un portico e concluso da un presbiterio absidato assai rialzato rispetto al piano della navata e coperture piane cassettonate rette da alte trabeazioni finestrate impostate su di un ordine ionico; l'uso di questo tipo di ordine, nel rispetto della tipologia classica, ci lascia pensare che la chiesa all'epoca della progettazione e della sua realizzazione fosse ancora dedicata alla Madonna.
Il 30 maggio 1822 fu posta la prima pietra di questo progetto e nell'aprile del 1832 la chiesa, completata nelle sole tre navate, fu aperta al culto.
Da quanto raccontano le cronache, fu un fallimento. La chiesa non piacque né al decurionato né ai cittadini. Il Patturelli e il Bianchi si incolpavano a vicenda dell'insuccesso, tanto che nel dicembre di quello stesso anno, il 1832, furono entrambi destituiti dall'incarico e, per concludere l'opera, la direzione dei lavori passò all'architetto casertano Carlo Diversi, figura minore e soprattutto fuori dall'ambito di Casa Reale, che nelle intenzioni dei committenti avrebbe potuto condurre a termine i lavori al di sopra di ogni altra polemica. Ma così non fu, il Diversi non era all'altezza, per cultura e talento, di concludere l'opera, di così ampio respiro neoclassico, e poi proprio in quelle parti architettoniche così complesse anche dal punto di vista tecnico quali il transetto e l'abside.
Nel 1837, infine, la direzione dei lavori dell'erigenda cattedrale passò nelle mani all'architetto Pietro Valente, direttore del Regio Istituto di Belle Arti, figura autorevole del neoclassicismo partenopeo, il quale rimaneggiò le parti già realizzate del disegno Patturelli-Bianchi e riprogettò la zona absidale.
L'intervento di Valente contribuì notevolmente ad accentuare il carattere unitario e neoclassico dell'opera, affiancando all'idea del tempio ionico trabeato, già presente nel progetto Patturelli-Bianchi, quella dell'aula termale voltata a botte, evidentemente sotto l'influenza degli esempi della dissepolta Pompei.
Valente inserisce nello spazio dell'intera navata centrale, in corrispondenza della controfacciata e del transetto, due arconi e proietta all'esterno questa ideale volta a botte che li congiunge, aprendo sulla facciata, al di sopra del pronao, una finestra termale accompagnata nella sua forma da due angeli reggighirlanda a bassorilievo di quell'Angelo Solari (Caserta, 1775 – Napoli, 1846), scultore, che era stato l'autore indiscusso della ricostruzione del Doriforo di Policleto; dalla parte del transetto invece la volta diventa struttura reale e copre, a cassettoni che riprendono il disegno di quelli preesistenti del soffitto della navata, i nuovi spazi dei cappelloni laterali e del coro del presbiterio, che si conclude con una amplissima abside perfettamente semicircolare coperta con un catino a tutto sesto decorato con cassettoni a losanga; il piano di calpestio del presbiterio viene abbassato e portato, come nei desiderata della committenza, quasi a livello della navata, e la cripta, che probabilmente nel progetto Patturelli-Bianchi occupava lo spazio sottostante, viene invece realizzata al di sotto dell'adiacente sagrestia con accesso dall'esterno della cattedrale, come una piccola aula termale, uno spazio dalle belle proporzioni e dagli eleganti partiti decorativi, che la rendono assolutamente in sintonia con il resto dell'architettura della chiesa. Per l'intero apparato figurativo Pietro Valente chiama a raccolta i suoi colleghi del Regio Istituto, i massimi contemporanei artisti che operavano nel regno: Oliva, Marsigli, Cammarano, Maldarelli, Guerra.
Nel febbraio 1842, alla presenza del re Ferdinando II e della consorte Maria Teresa, la nuova cattedrale venne inaugurata sotto il nuovo titolo di San Michele Arcangelo.
Nel 1852 vennero realizzati gli altari delle navate laterali. Nel 1896 venne realizzato alle spalle dell'arcone della controfacciata, al di sopra del pronao, l'organo a canne: l'intervento comportò il restringimento della grande finestra termale della facciata. Nel 1912 venne realizzato il pavimento in marmo bianco e bardiglio grigio di Carrara.

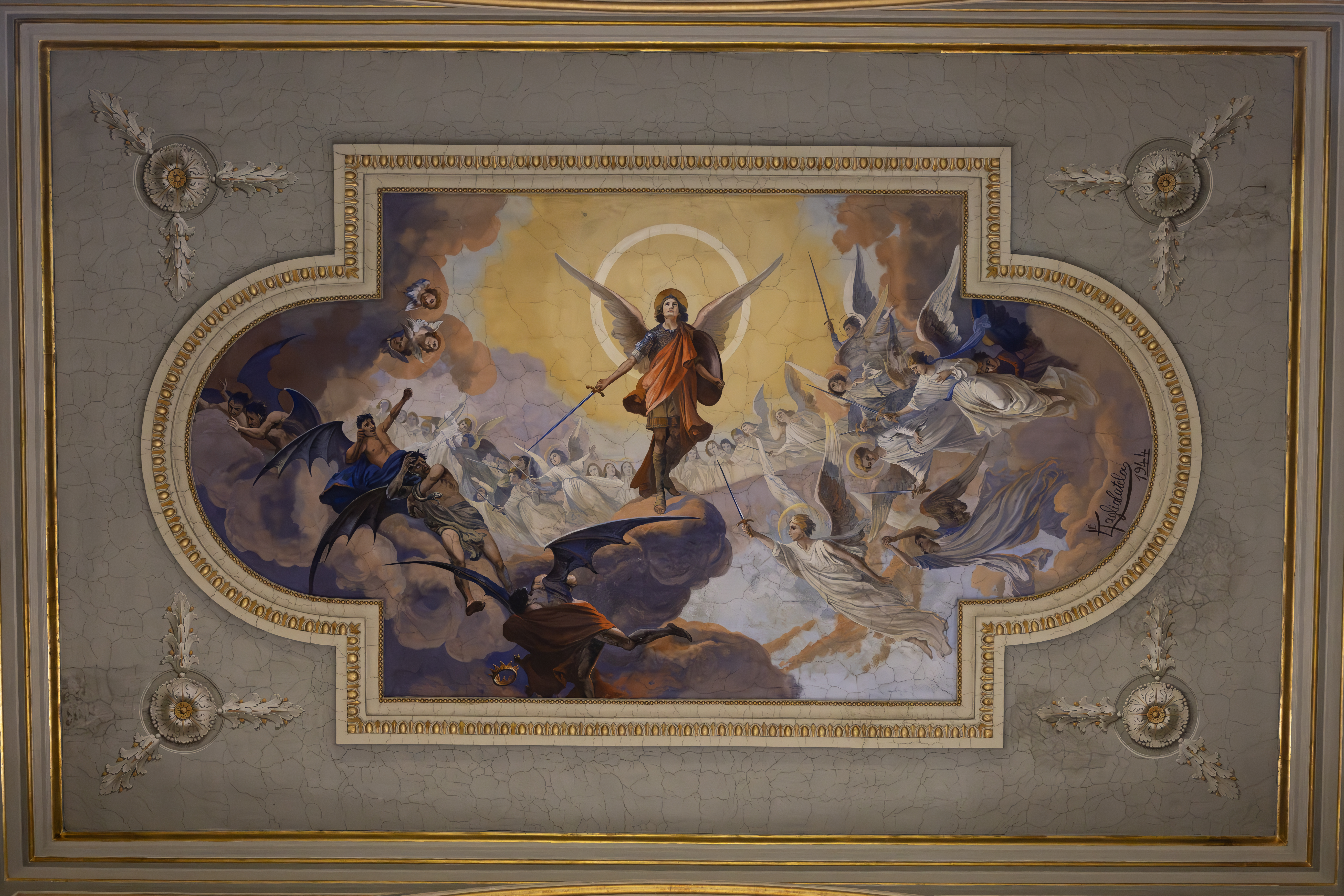
Affresco di Luigi Taglialatela del 1944 nella volta della crociera del Duomo di Caserta raffigurante il Trionfo di San Michele Arcangelo sul demonio.

Nell'agosto 1943, durante il secondo conflitto mondiale, la chiesa fu bombardata e riportò notevoli danni alle strutture ed alle pitture che furono in gran parte ripristinate dal decoratore e scenografo del Teatro di San Carlo, Luigi Taglialatela (Giugliano, 1877 - 1953).
Nel 1962 venne realizzato il pulpito marmoreo, in falso stile antico. Nel 1999 viene realizzato il portone in bronzo del varco principale dallo scultore Battista Marello. Nel 2014, su disegno degli architetti Francesco Venezia e Paolo Di Caterina, sono stati progettati e restaurati gli ambienti sotterranei delle cripte e del giardino posteriore; nell'ambito di questi lavori viene anche realizzata la nuova sistemazione del piano del presbiterio e la cattedra vescovile, in marmo bianco e bronzo, su disegno di Paolo Di Caterina.

## Descrizione
La facciata principale è caratterizzata da un'ampia scalinata in pietra di Bellona e si articola in due ordini. Le due nicchie presenti nella parte alta della facciata ospitano le statue in gesso di san Michele Arcangelo a sinistra e san Sebastiano a destra. I tre portali di ingresso conducono ad una struttura a tre navate scandite da colonne. La copertura della navata principale è costituita da cassettoni decorati in stucco. Tra la navata e il transetto si trova l'opera di Luigi Taglialatela Trionfo di San Michele Arcangelo sul Demonio. La fascia che corre sul colonnato della navata principale è decorata con affreschi che rappresentano gli angeli, il Battesimo di Gesù, la Resurrezione e la Sacra Famiglia. Le navate laterali ospitano una serie di altari dedicati a san Francesco, al Sacro Cuore di Gesù, a san Giuseppe, a sant'Anna (compatrona di Caserta), al Crocifisso. La zona dell'abside è invece affrescata con la tavola dei dodici apostoli e alcuni episodi biblici.
Al disotto dell'abside sono situate le cripte: un sistema di ambienti antichi e moderni, progettati e restaurati di recente, che ospitano reperti archeologici dell'antica Terra di Lavoro, opere d'arte di artisti contemporanei (Battista Marello), le tombe dei vescovi della diocesi e, soprattutto, in una grande arca metallica, la formella in terracotta incisa con il segno della Croce dal santo padre Giovanni Paolo II, che l'ha anche firmata, durante la sua prima visita apostolica nella cattedrale casertana.
Il percorso sotterraneo delle cripte si conclude in un piccolo giardino pergolato, luogo di sosta e di preghiera.

## Galleria d'immagini

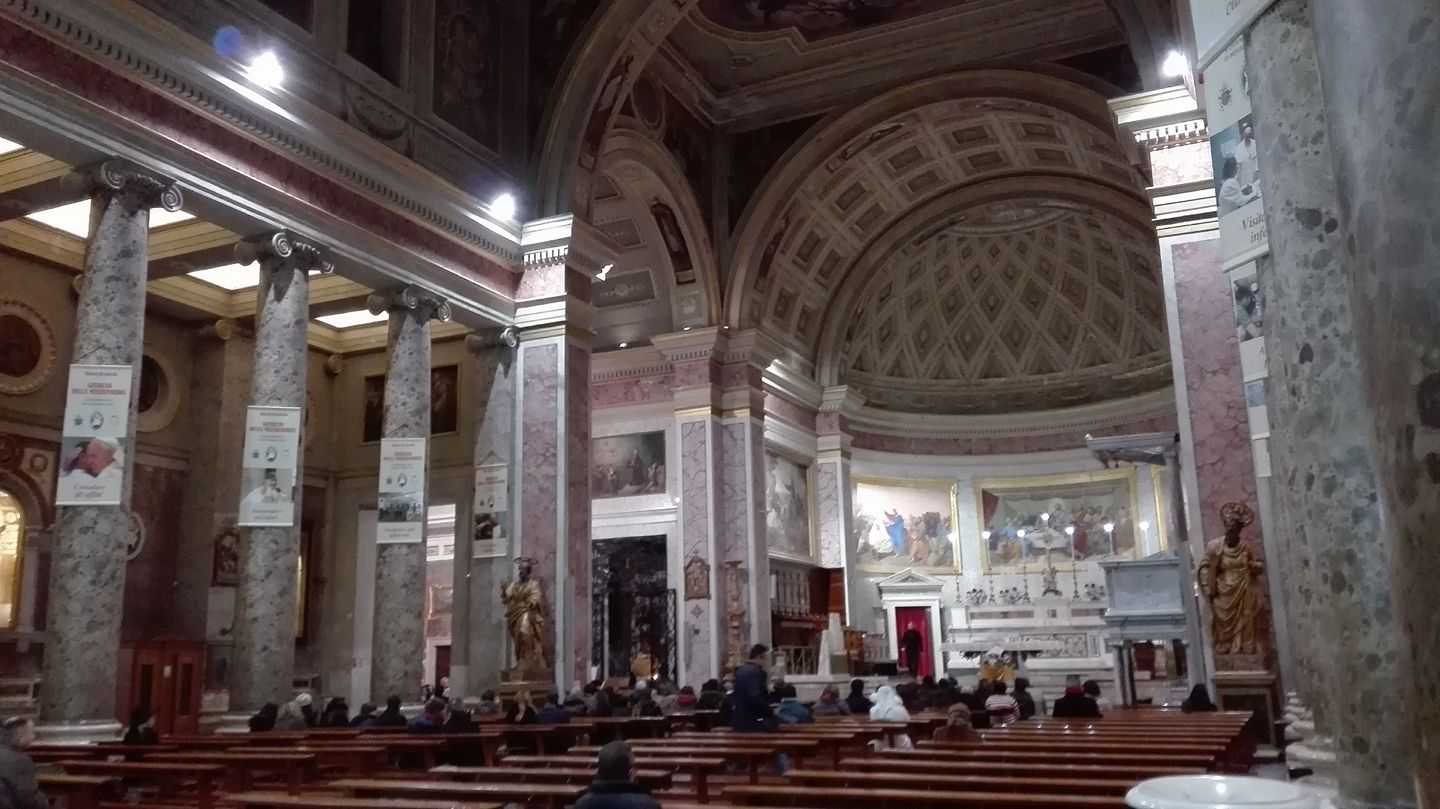
Interno
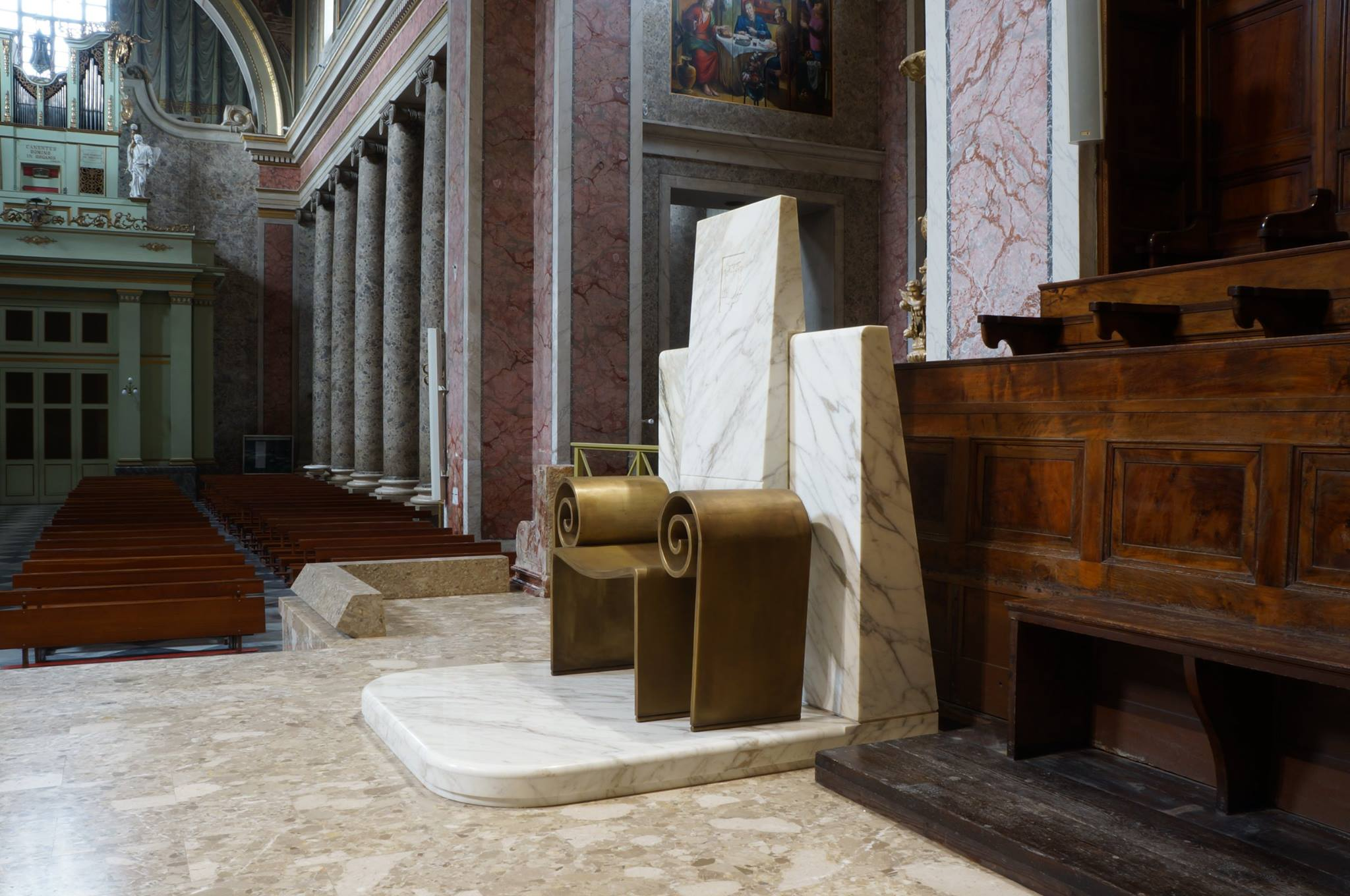
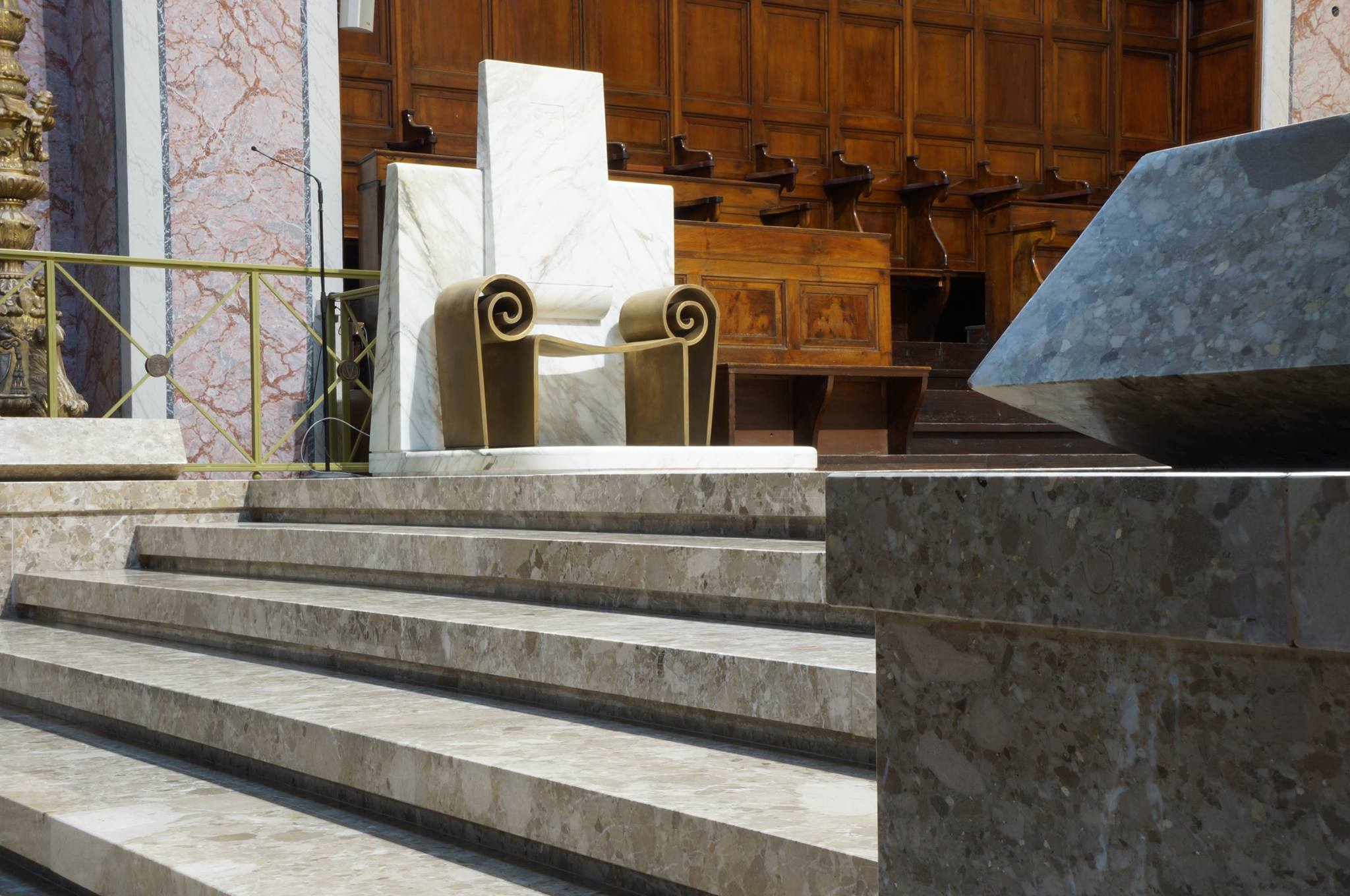